# ما هجده ساله‌ایم
ما هجده ساله‌ایم (اسپانیایی: Tenemos 18 años‎) نخستین فیلم بلند خسوس فرانکو است که در سال ۱۹۵۹ ساخته شد.

## گزیدهٔ بازیگران
- ترله پابز
- ایسانا مِدِل
- لوئیس پنیا
- آنتونیو اُسورِس
- ماریا لوئیسا پونته
- مرسدس آلونسو